# Кобринский, Владимир Васильевич
Владимир Васильевич Кобринский (16 сентября 1873, Белозирка — 7 сентября 1958, Коломыя) — украинский искусствовед и этнограф, вдохновитель-организатор и первый директор Музея народного искусства Гуцульщини.

## Биография
Родился 16 сентября 1873 года в семье учителя. Является племянником греко-католического священника о. Иосафата Кобринского — выдающегося культурно-общественного и религиозного деятеля, публициста и мецената.
Окончил Коломенскую гимназию и Львовскую учительскую семинарию, после чего учительствовал в 1896—98 гг., а затем работал контролером на железнодорожных станциях.
Со студенческих лет интересовался народным искусством Гуцульщины, собирал изделия народных мастеров края, старинные орудия труда, документы, привлекал к этому делу общественность. В 1926 году собранные им экспонаты были размещены в Народном доме «Просвещения» в Коломые.
В ноябре 1934 года состоялось официальное открытие Музея народного искусства Гуцульщины. Попутно, при непосредственном участии Владимира Кобринского, были созданы музеи в городах — Рогатине, Бережанах, Теребовле.
Кобринский был участником ежегодных съездов польских и украинских музееведов: выступал за объединение западно-украинских земель с остальной Украиной в составе УССР, за что подвергался преследованию со стороны польских властей.
Во время второй мировой войны Владимиру Кобринскому удалось сохранить ценные музейные экспонаты.